# 遠藤茂

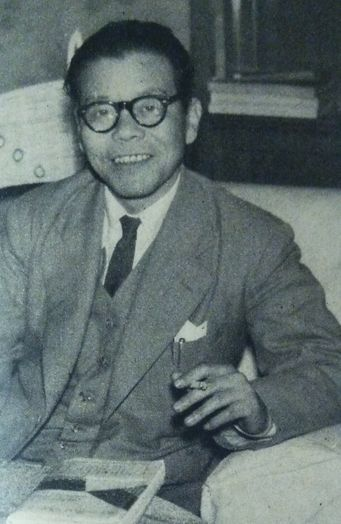
1955年

遠藤 茂（えんどう しげる、1906年1月30日 - 1981年7月24日）は、昭和期の農学者・政治家。鳥取県知事。

## 来歴・人物
鳥取県西伯郡逢坂村松河原（現在の大山町）出身。1926年鳥取高等農業学校農学科（現在の鳥取大学）を卒業後、同校の助手となる。その後、京都帝国大学勤務・宮崎高等農林学校助教授などを経て、1939年以後は朝鮮半島各地の農事試験場で技師として指導を行い、黄海道農務課長に転じた。1941年には農学博士となる。論文の題は「稲菌核病菌ニ関スル生理学的研究、特ニ病害発生ヲ支配スル要素ニ就テ」。 戦後は兵庫県・和歌山県に勤務し、1950年には和歌山県農林部長となる。
ところが、革新系の西尾愛治鳥取県知事（初代公選知事）が、財政難の中で外遊を行ったことをきっかけに支持母体である日本農民組合や労働組合を中心としたリコール運動があり、これに県政野党の保守系が乗る形となったために1954年に辞任に追い込まれた。このため、県政与党であった革新系政党が遠藤に出馬を要請、これを受けて同年11月に鳥取県知事選挙に立候補、再出馬した西尾を破って当選した。遠藤は財政再建とともに住民の意見に耳を傾ける「山びこ行政」、総合企画性の確立を基本方針とした。
遠藤の在任中に焦点となっていた財政再建と産業の振興の両立を果たし、西尾時代の慢性的な財政赤字を解消した。ところが、日本社会党などの県政野党は県議会少数派で西尾・遠藤と続く革新県政に反対する自由民主党などの保守系県政野党は県議会を舞台に抵抗を続け次第に県政は停滞を始めた。特にアメリカ軍美保基地の日本返還後における自衛隊の配備を巡って自由民主党と対立、その結果1958年の知事選挙において自由民主党は建設事務次官の石破二朗を擁立した。「革新・伯耆」の遠藤vs「保守・因幡」の石破の対立に持ち込んだ自由民主党が優位に選挙戦を進め、最終的には石破が当選して遠藤の再選は阻止された。
知事退任後は学究活動に戻り、日本大学教授を務めた。『農業災害と対策』（明文堂、1955年）など病虫害対策に関する農業書の著作が複数ある。1981年7月24日死去。享年75。